# بينينسيولا بانكوك
بينينسيولا بانكوك هو فندق خمس نجوم يقع في بانكوك، تايلاند. افتتح عام 1998 ويضم 37 طابق بـ 370 غرفة.